# Refuge Prati
Il refuge Prati è un rifugio alpino che si trova nel comune di Palneca, in Corsica, a 1.820 m d'altezza ai piedi della Punta di Campanella (2.042 m) sullo spartiacque tra la piccola valle del Nursoli, tributario del Fiumorbo e quella del Taravo sul confine tra Alta Corsica e Corsica del Sud.